# Сопошин
Сопо́шин — село в Україні, у Жовківській міській громаді Львівського району Львівської області.

## Географія
Сопошин розташований за 25 кілометрів на північ від Львова, за 35 кілометрів від українсько-польського кордону, на роздоріжжі міжнародних автошляхів на Польщу (Львів — Рава-Руська — Варшава), Балтійські країни (Львів — Ковель — Брест). Поряд з автотрасою проходить залізниця Львів — Рава Руська — Варшава.
Розташоване село на межі природних областей: горбогірного пасма Розточчя та сильно заболоченої в давнину рівнини Малого Полісся. Межа природних областей збігається тут з багатою геологічною, кліматичною, рослинною і тваринною межею в Європі, поруч з якою проходить Головний європейський вододіл.
Це також древня межа земель та князівств Червоної Руси — Галичини, Волині, Звенигородського, Белзького князівств. Біля підніжжя гори Гарай (365 м) — крутого уступу Розточчя, яка здіймається на 150 метрів над прилеглою рівниною, перетиналися важливі шляхи Червоної Русі. Зі сходу на захід проходив шлях на відтинку між містами Димошин (нині м. Кам'янка-Бузька) та Щекотин (околиці села Глинсько за 5 кілометрів від Жовкви), далі на Янів (тепер Івано-Франкове), Краковець, Краків; з півдня на північ пролягав шлях зі столичного міста Галича (пізніше зі Львова) на Белз і Холм.

### Рельєф
Біля підніжжя гори Гарай (150 м) гряду прорізує річка Свиня, утворюючи кілька вигинів. В долині річки у давнину існували великі стави (Сопошинський, Середній та Зволинський), які були осушені протягом XIX століття. Заболочені колись території по обидві сторони гряди також поступово осушені і на сьогодні вони повністю забудовані.

## Демографія
Станом на 2013 р. в Сопошині проживало 1.482 мешканці. Етнічний склад мешканців однорідний. Переважна більшість — українці — 98,4 % (корінні довоєнні сім'ї становлять меншу його частину), в невеликій кількості — росіяни — 1 % (частина російського населення і сімей військовослужбовців виїхала в Росію після утворення незалежних держав на території СРСР), поляки — 0,3 % (майже все довоєнне польське населення вивезено в Польщу 1946 р.), євреї — 0,1 % (майже все довоєнне єврейське населення знищено нацистами в 1943 р.), інші національності — 0,2 %.

### Мова
Розподіл населення за рідною мовою за даними перепису 2001 року:
| Мова            | Кількість | Відсоток |
| --------------- | --------- | -------- |
| українська      | 1477      | 99.66%   |
| російська       | 2         | 0.14%    |
| білоруська      | 1         | 0.06%    |
| інші/не вказали | 2         | 0.14%    |
| Усього          | 1482      | 100%     |

## Історія
Перша письмова згадка про Сопошин відноситься до 1368 року.
12 червня 2020 року, відповідно до розпорядження Кабінету Міністрів України № 718-р «Про визначення адміністративних центрів та затвердження територій територіальних громад Львівської області», село увійшло до складу Жовківської міської громади.
19 липня 2020 року, в результаті адміністративно-територіальної реформи та ліквідації Жовківського району, село увійшло до складу новоствореного Львівського району.

## Економіка
19 лютого 2018 року почав діяти завод з переробки меду та продуктів бджільництва.

## Пам'ятки
Сопошин — село, в якому добре зберігся фільварок пана Кузіцького, є окреме поховання — братська могила 1870 р. (напис зберігся) померлих від тифу.

## Релігія
Храм Собору Пресвятої Богородиці с. Сопошин
Храм Всіх Святих с. Сопошин

## Відомі люди
У селі народилися:
- польський композитор і педагог Станіслав Нев'ядомський;
- український науковець і перекладач Дзюб Іван Петрович;
- член НСНУ, колишній народний депутат України В'язівський Володимир Михайлович.